# 伊頓維爾 (密西西比州)
伊頓維爾（英語：Eatonville）是位於美國密西西比州福雷斯特縣的非建制地區。

## 地理
伊頓維爾所處的海拔為高於海平面86米（即282英呎），而該地所採用的時區為UTC-6，即北美中部時區（CST）。同時該地設有夏令時間，為UTC-6調快一小時，即UTC-5（CDT）。